# Laurent Jacquot-Defrance
Laurent Jacquot-Defrance né au Perthus le 22 avril 1874 et mort à Rome le 19 mai 1902, est un peintre français, lauréat du premier prix de Rome en peinture de 1901.

## Biographie
Né au Perthus (Pyrénées-Orientales) mais issu d'une famille lorraine, Laurent Jacquot-Defrance est le fils d'Ernest-Alphonse Jacquot, fabricant de brosses à Épinal puis directeur de casino, et d'Anne Defrance, morte vers 1876-1880. Devenu pupille de la Ville de Nancy, Laurent Jacquot-Defrance étudie au lycée de Nancy, puis devient élève du peintre Jules Larcher à l'École des beaux-arts de Nancy.
Sa première œuvre connue est une étude de femme en buste — probablement un portrait de famille — exécuté au crayon noir sur papier marouflé sur carton. Ce dessin conservé en collection privée[réf. nécessaire], signé « Gaston Jacquot De France » et daté 1892, a été réalisé par l'artiste à l'âge de 18 ans. D'autres esquisses rapides datent de la même année 1892.
Il entre à l'École des beaux-arts de Paris en mars 1894, présenté par William Bouguereau et Gabriel Ferrier. Il rejoint les ateliers de Léon Bonnat et d'Albert Maignan. En 1897, il se présente au concours du prix de Rome, sur le thème de Vulcain enchaîne Prométhée sur les cimes du Caucase, sans succès. En 1898, il participe au concours de la tête d'expression. Il reçoit le prix Chenavard (fixé à 1 000 francs) en 1899 et une 3e médaille au Salon de 1900 pour son Rachel et Jacob (localisation inconnue). Toujours en 1899, il participe au concours de la demi-figure peinte, et se présente au concours du prix de Rome sur le thème d'Hercule entre le Vice et la Vertu, sans succès, le prix étant décerné à Louis Roger. Il se présente l'année suivante, en traitant le sujet d'un Spartiate montrant à ses fils un ilote ivre (localisation inconnue). Le prix est remporté par Fernand Sabatté. 
En 1901, il reçoit la deuxième médaille au Salon. Son tableau représentant Les Bœufs est acquis par l'État. Il reçoit enfin le prix de Rome en 1901 pour Jésus guérissant les infirmes, ce qui lui permet d'entreprendre le voyage à Rome.
Il arrive à Rome le 29 décembre 1901, mais est déjà malade. Il meurt le 19 mai suivant durant son séjour à la villa Médicis. Eugène Guillaume, alors directeur de l'Académie de France à Rome, prononce un discours à l'occasion de ses funérailles en Lorraine.
Un monument commémoratif, avec un buste en bronze exécuté par le sculpteur Henri Bouchard, est érigé dès 1902 dans l'église Saint-Louis-des-Français à Rome. La rue Jacquot de France est nommée en sa mémoire dans la commune de Laxou, en banlieue de Nancy.

## Œuvres

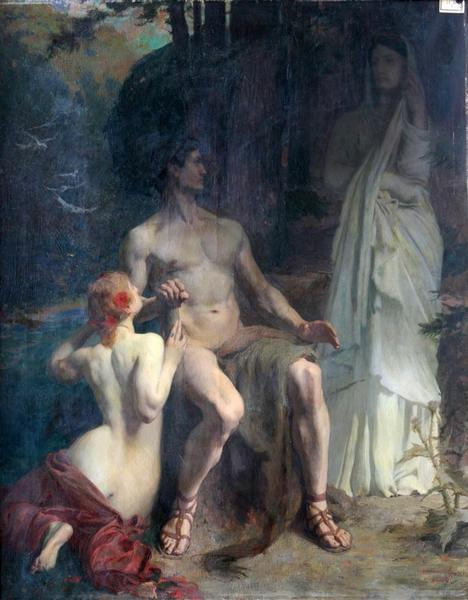
Hercule entre le Vice et la Vertu, 1899, Perpignan, musée Hyacinthe-Rigaud.

- Nature-morte aux chardons, 1892, localisation inconnue[9]
- Vulcain enchaîne Prométhée sur les cimes du Caucase, 1897, localisation inconnue[10],[11].
- La Rêverie, 1898, Paris, École nationale supérieure des beaux-arts.
- Torse masculin ou Demi-figure peinte, 1899, Paris, École nationale supérieure des beaux-arts.
- Portrait d'enfant, Salon de 1899, localisation inconnue.
- Hercule entre le Vice et la Vertu, 1899, esquisse, localisation inconnue.
- Hercule entre le Vice et la Vertu, 1899, Perpignan, musée Hyacinthe-Rigaud.
- Un spartiate montre à ses fils un Ilote ivre, 1900, localisation inconnue[12],[13].
- Rachel et Jacob, 1900, localisation inconnue.
- Jésus guérissant les infirmes, 1901, Paris, École nationale supérieure des beaux-arts.
- Les Bœufs, 1901, autrefois au musée des Beaux-Arts de Nancy, localisation actuelle inconnue.
- Portrait d'enfant, Salon de 1901, localisation inconnue.
- Religieuse et ses élèves au parc, vers 1901, localisation inconnue[14].